# Ranna
Ranna este o arie protejată (arie specială de conservare — SAC, sit de importanță comunitară — SCI) din Estonia întinsă pe o suprafață de 22,9 ha, integral pe uscat.

## Localizare
Centrul sitului Ranna este situat la coordonatele 58°02′46″N 22°13′03″E / 58.0462°N 22.2175°E.

## Înființare
Situl Ranna a fost declarat sit de importanță comunitară în aprilie 2004 pentru a proteja un număr necunoscut de specii din flora spontană și fauna sălbatică aflate în arealul zonei. Situl a fost protejat și ca arie specială de conservare în mai 2007.

## Biodiversitate
Situată în ecoregiunea boreală, aria protejată conține 4 habitate naturale: Pajiști uscate seminaturale și facies de acoperire cu tufișuri pe substraturi calcaroase (Festuco-Brometalia) (* situri importante pentru orhidee), Alvar nordic și șisturi calcaroase precambriene, Pajiști din zone de pădure fino-scandinave, Pășuni din zone de pădure fino-scandinave.
La baza desemnării sitului se află un număr nedeclarat de specii protejate.